# 临翼郡
临翼郡，中国唐朝时设置的郡。
唐玄宗天宝元年（742年），改翼州置临翼郡。治所在卫山县（今四川省茂县西北较场乡）。下辖卫山县、翼水县（今四川省茂县飞虹乡两河口）、峨和县（今四川省松潘县镇坪乡甲竹寺）。辖境相当今四川省茂县中北部地区。唐肃宗乾元元年（758年）改为翼州。
临翼郡太守
- 董郤麹（天宝年间）